# Округ Бер (Тексас)
Округ Бер (енгл. Bexar County) је округ у америчкој савезној држави Тексас. По попису из 2010. године број становника је 1.714.773.

## Демографија
Према попису становништва из 2010. у округу је живело 1.714.773 становника, што је 321.842 (23,1%) становника више него 2000. године.
| Група             | 2000.           | 2010.             |
| Белци             | 496.245 (35,6%) | 519.123 (30,3%)   |
| Афроамериканци    | 100.025 (7,2%)  | 128.892 (7,5%)    |
| Азијати           | 22.437 (1,6%)   | 41.739 (2,4%)     |
| Хиспаноамериканци | 757.033 (54,3%) | 1.006.958 (58,7%) |
| Укупно            | 1.392.931       | 1.714.773         |